# Clypeodytes feryi
Clypeodytes feryi är en skalbaggsart som beskrevs av Lars Hendrich och Wang 2006. Clypeodytes feryi ingår i släktet Clypeodytes och familjen dykare. Inga underarter finns listade i Catalogue of Life.